# ایزایی ۱۵۳۶۳
سیارک ۱۵۳۶۳ (به انگلیسی: 15363 Ysaye، نامگذاری:1996FT6) پانزده هزار و سیصد و شصت و سومین سیارک کشف شده‌است که در ۱۸ مارس ۱۹۹۶ کشف شد.
قدر مطلق سیارک برابر ۱۸.۶ است.